# Tunulliarfik
Der Tunulliarfik („Wo man zum hintersten Land reist“) ist ein grönländischer Fjord im Distrikt Narsaq in der Kommune Kujalleq.

## Geografie
Der Tunulliarfik entspringt an der Schäfersiedlung Qinngua Kangilleq an der Mündung des Flusses Qinnguata Kuua. Das innerste Stück bis zum Sund Qoornoq, der durch das felsige Delta des Qoornup Kuua gebildet wird, trägt den Namen Gannet Bugt. Der Fjord fließt anschließend südwärts, bis nach rund 21 km der große Fjord Qooroq aus nordöstlicher Richtung zufließt. Anschließend knickt der Tunulliarfik deutlich verbreitert nach Südwesten ab. Nach etwa 40 km liegt am nördlichen Ufer die aus drei kleinen Inseln bestehende Inselgruppe Qeqertat. Nach 48 km fließt im Norden der sehr kurze Fjord Ilua zu. Rund 59 km nach seiner Entstehung trifft der Tunulliarfik bei Narsaq den Sund Narsap Ikerasaa und wird durch den Narlunaq bis zum Meer fortgesetzt.
Am Tunulliarfik liegen mehrere Siedlungen. Im inneren Bereich vor der Mündung des Qooroq liegen die Dörfer Narsarsuaq am Ostufer und Qassiarsuk am Westufer sowie die (teilweise verlassenen) Schäfersiedlungen Qinngua Kangilleq, Arnannguit, Kiattuut (Ostufer) und Qinngua, Qorlortoq, Qimarnuffik und Inneruulalik (Westufer). Nach der Mündung des Qooroq befinden sich am Nordwestufer die Schäfersiedlungen Issormiut, Sillisit und Ipiutaq und am Südostufer Attarnaatsoq und Uummannartuuaraq.

## Geschichte
Der Tunulliarfik wurde im Mittelalter von den Grænlendingar besiedelt. Erik der Rote nannte ihn Eiríksfjǫrðr und errichtete in seinem Inneren am heutigen Qassiarsuk seinen Hof Brattahlíð. Archäologische Spuren belegen auch eine Besiedelung durch die Thule-Kultur nach dem Mittelalter. In der Kolonialzeit war der Fjord hingegen unbewohnt. Erst 1924 wurde Qassiarsuk neu besiedelt und erst danach entstanden auch Narsarsuaq und die Schäfersiedlungen.